# L'avventura della vita
L'avventura della vita è un  film per la televisione del 1996, diretto da Ian Toynton. È una storia di ambientazione fantascientifica.

## Trama
Una famiglia statunitense si ritrova durante una vacanza ai Caraibi ad affrontare una terribile tempesta, terminata si troveranno di fronte una misteriosa isola, in quella che sembra un'altra dimensione.